# آهوچه پیشانی‌سیاه
آهوچه پیشانی‌سیاه (نام علمی: Cephalophus nigrifrons) نام یک گونه از زیرخانواده غزالک است.